# Kevin Balanta
Kevin Alexander Balanta Lucumí (Santander de Quilichao, Cauca, Colombia, 28 de abril de 1997) es un futbolista colombiano, juega como mediocampista y su equipo actual es Club Santos Laguna de la Primera División de México.

## Trayectoria

### Club Tijuana
El 31 de enero de 2019 se confirma su cesión por un año al Club Tijuana de la Primera División de México siendo su primera experiencia internacional. Debuta el 7 de febrero en la victoria por la mínima en su visita al Atlante. Su primer gol lo marca el 28 de agosto dándole el empate a su club a dos goles frente a Cruz Azul por el Torneo Apertura.

## Selección nacional

### Categorías inferiores
Jugaría los Juegos Olímpicos de Río de Janeiro 2016 con la Selección de fútbol sub-23 de Colombia en el que llegarían a los cuartos de final donde fueron eliminados por los locales

#### Participaciones en Juegos Olímpicos
| Competición           | Categoría          | Sede           | Resultado        | Partidos | Goles |
| --------------------- | ------------------ | -------------- | ---------------- | -------- | ----- |
| Juegos Olímpicos 2016 | Selección Olímpica | Río de Janeiro | Cuartos de final | 2        | 0     |

#### Participaciones en Sudamericanos
| Competición                            | Sede    | Resultado  | Partidos | Goles |
| -------------------------------------- | ------- | ---------- | -------- | ----- |
| Campeonato Sudamericano Sub-20 de 2017 | Ecuador | Fase final | 6        | 0     |

### Participaciones Sub-23
| Torneo                        | Sede     | Resultado    | Partidos | Goles |
| ----------------------------- | -------- | ------------ | -------- | ----- |
| Preolímpico Sudamericano 2020 | Colombia | Cuarto lugar | 3        | 0     |

### Selección mayor
Fue convocado por primera vez a la Selección Colombia de mayores el 28 de agosto de 2015 para los amistosos de preparación a las Eliminatorias de Rusia 2018 contra la Selección de fútbol de Perú.
Su debut sería el 8 de agosto en ese mismo partido donde jugaría los 45 minutos del segundo tiempo siendo destacado por su actuación.

## Clubes
| Club               | País      | Año         |
| ------------------ | --------- | ----------- |
| Deportivo Cali     | Colombia  | 2014 - 2019 |
| Tijuana            | México    | 2019 - 2021 |
| Querétaro          | México    | 2021 - 2023 |
| Tijuana            | México    | 2023 - 2024 |
| Defensa y Justicia | Argentina | 2025 - Act. |

## Estadísticas
| Club                      | Div.                | Temporada           | Liga  | Liga  | Liga   | Copa Nacional | Copa Nacional | Copa Nacional | Copa Internacional | Copa Internacional | Copa Internacional | Total | Total | Total  |
| Club                      | Div.                | Temporada           | Part. | Goles | Asist. | Part.         | Goles         | Asist.        | Part.              | Goles              | Asist.             | Part. | Goles | Asist. |
| ------------------------- | ------------------- | ------------------- | ----- | ----- | ------ | ------------- | ------------- | ------------- | ------------------ | ------------------ | ------------------ | ----- | ----- | ------ |
| Deportivo Cali · Colombia | 1ª                  | 2014                | 2     | 0     | 0      | 2             | 0             | 0             | -                  | -                  | -                  | 4     | 0     | 0      |
| Deportivo Cali · Colombia | 1ª                  | 2015                | 29    | 0     | 0      | 9             | 0             | 0             | -                  | -                  | -                  | 38    | 0     | 0      |
| Deportivo Cali · Colombia | 1ª                  | 2016                | 13    | 0     | 0      | 2             | 0             | 0             | 3                  | 0                  | 0                  | 18    | 0     | 0      |
| Deportivo Cali · Colombia | 1ª                  | 2017                | 23    | 0     | 5      | 7             | 0             | 0             | 2                  | 0                  | 0                  | 32    | 0     | 5      |
| Deportivo Cali · Colombia | 1ª                  | 2018                | 24    | 3     | 1      | 0             | 0             | 0             | 3                  | 0                  | 0                  | 20    | 3     | 1      |
| Deportivo Cali · Colombia | 1ª                  | 2019                | 1     | 0     | 0      | 0             | 0             | 0             | 0                  | 0                  | 0                  | 1     | 0     | 0      |
| Deportivo Cali · Colombia | Total               | Total               | 91    | 3     | 6      | 20            | 0             | 0             | 8                  | 0                  | 0                  | 119   | 3     | 6      |
| Club Tijuana · México     | 1ª                  | 2019                | 2     | 0     | 0      | 5             | 0             | 0             | 0                  | 0                  | 0                  | 7     | 0     | 0      |
| Club Tijuana · México     | 1ª                  | 2019-20             | 20    | 1     | 0      | 1             | 0             | 0             | 1                  | 0                  | 0                  | 22    | 1     | 0      |
| Club Tijuana · México     | 1ª                  | 2020-21             | 9     | 0     | 0      | 0             | 0             | 0             | -                  | -                  | -                  | 9     | 0     | 0      |
| Club Tijuana · México     | 1ª                  | 2023-24             | 31    | 0     | 0      | -             | -             | -             | 1                  | 0                  | 0                  | 32    | 0     | 0      |
| Club Tijuana · México     | 1ª                  | 2024-25             | 14    | 0     | 0      | -             | -             | -             | 1                  | 0                  | 0                  | 15    | 0     | 0      |
| Club Tijuana · México     | Total               | Total               | 76    | 1     | 0      | 6             | 0             | 0             | 3                  | 0                  | 0                  | 85    | 1     | 0      |
| Querétaro F. C. · México  | 1ª                  | 2021-22             | 25    | 0     | 0      | -             | -             | -             | -                  | -                  | -                  | 25    | 0     | 0      |
| Querétaro F. C. · México  | 1ª                  | 2022-23             | 24    | 0     | 0      | -             | -             | -             | -                  | -                  | -                  | 24    | 0     | 0      |
| Querétaro F. C. · México  | Total               | Total               | 49    | 0     | 0      | 0             | 0             | 0             | 0                  | 0                  | 0                  | 49    | 0     | 0      |
| Total en su carrera       | Total en su carrera | Total en su carrera | 216   | 4     | 6      | 26            | 0             | 0             | 11                 | 0                  | 0                  | 253   | 4     | 6      |

## Palmarés

### Torneo Nacionales
| Título          | Equipo         | País     | Año  |
| --------------- | -------------- | -------- | ---- |
| Torneo Apertura | Deportivo Cali | Colombia | 2015 |